# Dragonland
Dragonland ist eine schwedische Power-Metal-Band aus Göteborg.

## Geschichte
Dragonland wurde 1999 gegründet. Daraufhin schlossen die sechs Schweden von Dragonland einen Vertrag mit dem griechischen Label Black Lotus Records. Ihr erstes Album The Battle of the Ivory Plains veröffentlichten sie 2001. 2002 folgte Holy War. Dragonland dachten sich eine Fantasy-Saga aus, auf der beide Alben basieren. Im Mai 2003 folgte u. a. eine Tour durch Japan.
2004 unterzeichnete Dragonland bei Century Media und nahmen mit Unterstützung von Tom Englund (Evergrey) ihr drittes Album Starfall auf. Das vierte Album Astronomy erschien am 10. November 2006. Am 18. November 2011 erschien nach langer Pause das Album Under the Grey Banner bei AFM Records, das neben starken symphonischen Elementen eine progressive Tendenz aufweist und sich deutlich mit Filmmusik im Stil von Hans Zimmer vergleichen lässt.

## Diskografie
- 2000: Storming Across Heaven (Demo, CD/MP3, Eigenvertrieb)
- 2001: The Battle of the Ivory Plains (Album, CD, Black Lotus Records)
- 2002: Holy War (Album, CD, Black Lotus Records)
- 2004: Starfall (Album, CD, Century Media Records)
- 2006: Astronomy (Album, CD, Century Media Records)
- 2011: Under the Grey Banner (Album, CD, AFM Records)
- 2022: The Power of the Night Star (Album, CD, AFM Records)

## Musikvideos
- 2022: The Power of the Night Star